# Matt Waldron
Matthew Lawrence Waldron (Omaha, 26 settembre 1996) è un giocatore di baseball statunitense, di ruolo lanciatore, che gioca per i San Diego Padres (MLB).
Con gli stessi Padres ha debuttato in MLB nel 2023.